# Атемар
Атема́р (рос. Атемар, ерз. Атемарь) — село у складі Лямбірського району Мордовії, Росія. Адміністративний центр Атемарського сільського поселення.

## Населення
Населення — 4078 осіб (2010; 4146 у 2002).
Національний склад (станом на 2002 рік):
- росіяни — 75 %